# Joseba Etxeberria
Joseba Andoni Etxeberria Lizardi (Elgoibar, 5 settembre 1977) è un allenatore di calcio ed ex calciatore spagnolo, di ruolo centrocampista, tecnico del Real Murcia.
Ha sempre indossato la maglia numero 17, sia nell'Athletic che in nazionale (con l'esclusione dei Mondiali Under-20 del 1995 in cui indossava l'11).

## Carriera

### Club
Nasce in una famiglia di tradizione calcistica, essendo suo padre un ex-calciatore. Inizia fin da piccolo a dedicarsi al calcio entrando nelle formazioni dilettanti delle scuole che frequenta. Il suo ruolo iniziale è quello di attaccante.
All'età di 9 anni comincia a giocare in categorie ufficiali e a 11 anni viene notato dalla Real Sociedad. Vista la sua giovanissima età, viene relegato nella squadra Under-12. Qui vince il torneo e si aggiudica il premio come migliore marcatore.
L'anno successivo passa di categoria. A 14 anni viene convocato per un torneo in Italia Under-15 e vince il titolo di miglior cannoniere. A 15 anni passa nelle giovanili della Real Sociedad B e l'anno seguente, il 10 aprile 1994 debutta con la maglia della Real Sociedad B allo stadio municipale di Anoeta.
La stagione seguente diviene titolare nella Real Sociedad B e gioca 28 partite segnando 9 gol. Durante questa stagione, il 29 gennaio 1995, giunge la prima convocazione con la maglia della Real Sociedad che affrontava in casa l'Espanyol. Joseba cominciò la gara dalla panchina, e all'85' scese in campo debuttando, così, con la maglia della prima squadra.
In prima squadra gioca in tutto 7 partite in campionato (segnando 2 gol) e una partita nella Coppa del Re. Alla fine della stagione, quando arriva il momento di rinnovare il contratto con la società di San Sebastián, interviene l'Athletic Club che paga la clausola rescissoria e si accorda con il padre di Joseba per far passare il figlio in rojiblanco. Il passaggio del giocatore nella squadra di Bilbao costò alla società più di 3 milioni di euro, all'epoca la cifra più alta pagata in Spagna per l'acquisto di un giocatore con meno di 18 anni.
Con il club rojiblanco debutta nella prima partita di campionato il 3 settembre 1995 (ancora diciassettenne) contro il Racing Santander segnando un gol (l'Athletic vince 4-0). Nella seconda giornata gioca ancora una volta da titolare contro il Real Madrid al Santiago Bernabéu. Joseba è da soli tre giorni maggiorenne e segna un gol anche contro i merengues (l'Athletic vince 2-1). Alla fine della stagione avrà collezionato 33 presenze segnando 7 reti.
Nella sua seconda stagione con l'Athletic viene convocato dalla nazionale Under-21 e si procura un infortunio che lo terrà fuori dal campo per 54 giorni. Durante la terza stagione (1997-1998) viene convocato nella nazionale spagnola nella quale debutta il 19 novembre 1997 contro la Romania. A fine stagione viene incluso nella lista dei convocati per il Mondiale di Francia '98: è il più giovane della formazione.
Finito il Mondiale partecipa con l'Athletic ai preliminari di Champions League, competizione in cui debutta il 12 agosto 1998 a Tbilisi contro la Dinamo. Sarà l'unico giocatore rojiblanco a giocare tutte le partite della squadra in questa coppa (8 partite, segnando 2 gol).
Divenuto capitano dell'Athletic dopo l'addio al calcio di Julen Guerrero, il 1º ottobre 2008 Etxeberria firma un contratto che lo lega con il club basco anche per la stagione 2009-2010. In questa, che sarà l'ultima stagione della carriera, giocherà in forma gratuita.
Nella stagione 2008-2009 Exteberria arriva con il suo Athletic Bilbao alla finale di Copa del Rey, perdendola per 4-1.

### Nazionale
Gioca il mondiale Under-20 in Qatar e viene convocato nelle partite di qualificazione della nazionale Under-18.
L'estate del 2000 gioca l'Europeo di Belgio e Olanda. È titolare nelle prime due partite ed entra dalla panchina nelle ultime due; inoltre segna anche un gol, decisivo, contro la Slovenia. Dopo avere perso per infortunio la convocazione per il Mondiale di Giappone e Corea del Sud nel 2002, nel 2004 gioca la fase finale dell'Europeo del Portogallo, venenedo impiegato nelle prime due partite della Spagna, eliminata alla fase a gironi.
Ha giocato 53 partite con la sua nazionale segnando 9 gol.
Ha, inoltre, giocato 9 incontri amichevoli segnando 2 reti con la maglia dell'Euskal Selekzioa, la rappresentativa formata da soli giocatori baschi, di cui era il capitano.

### Allenatore
Dopo il ritiro Etxeberria ha iniziato la carriera da allenatore con i team giovanili rappresentativi dei Paesi Baschi. Nel 2012 è tornato all'Athletic, iniziando dall'accademia giovanile. Avendo trascorso così tanti anni nel club come giocatore, descrisse gli Impianti di Lezama come una "seconda casa".
Nel 2015, Etxeberria si è trasferito in prima squadra come vice di Ernesto Valverde. L'anno seguente è stato nominato tecnico del team affiliato CD Baskonia.
Nel maggio del 2019 diventa allenatore della squadra delle riserve, il Bilbao Athletic, con un contratto biennale.

## Statistiche

### Cronologia presenze e reti in nazionale
| Cronologia completa delle presenze e delle reti in nazionale ― Spagna | Cronologia completa delle presenze e delle reti in nazionale ― Spagna | Cronologia completa delle presenze e delle reti in nazionale ― Spagna | Cronologia completa delle presenze e delle reti in nazionale ― Spagna | Cronologia completa delle presenze e delle reti in nazionale ― Spagna | Cronologia completa delle presenze e delle reti in nazionale ― Spagna | Cronologia completa delle presenze e delle reti in nazionale ― Spagna | Cronologia completa delle presenze e delle reti in nazionale ― Spagna |
| Data                                                                  | Città                                                                 | In casa                                                               | Risultato                                                             | Ospiti                                                                | Competizione                                                          | Reti                                                                  | Note                                                                  |
| --------------------------------------------------------------------- | --------------------------------------------------------------------- | --------------------------------------------------------------------- | --------------------------------------------------------------------- | --------------------------------------------------------------------- | --------------------------------------------------------------------- | --------------------------------------------------------------------- | --------------------------------------------------------------------- |
| 19-11-1997                                                            | Palma di Maiorca                                                      | Spagna                                                                | 1 – 1                                                                 | Romania                                                               | Amichevole                                                            | 1                                                                     |                                                                       |
| 28-1-1998                                                             | Saint-Denis                                                           | Francia                                                               | 1 – 0                                                                 | Spagna                                                                | Amichevole                                                            | -                                                                     | 53’                                                                   |
| 25-3-1998                                                             | Vigo                                                                  | Spagna                                                                | 4 – 0                                                                 | Svezia                                                                | Amichevole                                                            | 1                                                                     | 61’                                                                   |
| 3-6-1998                                                              | Santander                                                             | Spagna                                                                | 4 – 1                                                                 | Irlanda del Nord                                                      | Amichevole                                                            | -                                                                     |                                                                       |
| 13-6-1998                                                             | Nantes                                                                | Spagna                                                                | 2 – 3                                                                 | Nigeria                                                               | Mondiali 1998 - 1º turno                                              | -                                                                     | 58’                                                                   |
| 19-6-1998                                                             | Saint-Étienne                                                         | Spagna                                                                | 0 – 0                                                                 | Paraguay                                                              | Mondiali 1998 - 1º turno                                              | -                                                                     |                                                                       |
| 24-6-1998                                                             | Lens                                                                  | Bulgaria                                                              | 1 – 6                                                                 | Spagna                                                                | Mondiali 1998 - 1º turno                                              | -                                                                     | 52’                                                                   |
| 5-9-1998                                                              | Larnaca                                                               | Cipro                                                                 | 3 – 2                                                                 | Spagna                                                                | Qual. Euro 2000                                                       | -                                                                     | 60’                                                                   |
| 23-9-1998                                                             | Granada                                                               | Spagna                                                                | 1 – 0                                                                 | Russia                                                                | Amichevole                                                            | -                                                                     | 77’                                                                   |
| 14-10-1998                                                            | Ramat Gan                                                             | Israele                                                               | 1 – 2                                                                 | Spagna                                                                | Qual. Euro 2000                                                       | 1                                                                     | 73’                                                                   |
| 18-11-1998                                                            | Salerno                                                               | Italia                                                                | 2 – 2                                                                 | Spagna                                                                | Amichevole                                                            | -                                                                     | 46’                                                                   |
| 27-3-1999                                                             | Valencia                                                              | Spagna                                                                | 9 – 0                                                                 | Austria                                                               | Qual. Euro 2000                                                       | -                                                                     | 83’                                                                   |
| 31-3-1999                                                             | Serravalle                                                            | San Marino                                                            | 0 – 6                                                                 | Spagna                                                                | Qual. Euro 2000                                                       | 1                                                                     |                                                                       |
| 5-5-1999                                                              | Siviglia                                                              | Spagna                                                                | 3 – 1                                                                 | Croazia                                                               | Amichevole                                                            | -                                                                     |                                                                       |
| 5-6-1999                                                              | Vila-real                                                             | Spagna                                                                | 9 – 0                                                                 | San Marino                                                            | Qual. Euro 2000                                                       | 2                                                                     |                                                                       |
| 18-8-1999                                                             | Varsavia                                                              | Polonia                                                               | 1 – 2                                                                 | Spagna                                                                | Amichevole                                                            | -                                                                     | 71’                                                                   |
| 4-9-1999                                                              | Vienna                                                                | Austria                                                               | 1 – 3                                                                 | Spagna                                                                | Qual. Euro 2000                                                       | -                                                                     | 80’                                                                   |
| 8-9-1999                                                              | Badajoz                                                               | Spagna                                                                | 8 – 0                                                                 | Cipro                                                                 | Qual. Euro 2000                                                       | -                                                                     | 46’                                                                   |
| 10-10-1999                                                            | Albacete                                                              | Spagna                                                                | 3 – 0                                                                 | Israele                                                               | Qual. Euro 2000                                                       | -                                                                     |                                                                       |
| 13-11-1999                                                            | Vigo                                                                  | Spagna                                                                | 0 – 0                                                                 | Brasile                                                               | Amichevole                                                            | -                                                                     | 67’                                                                   |
| 17-11-1999                                                            | Siviglia                                                              | Spagna                                                                | 0 – 2                                                                 | Argentina                                                             | Amichevole                                                            | -                                                                     | 46’                                                                   |
| 26-1-2000                                                             | Cartagena                                                             | Spagna                                                                | 3 – 0                                                                 | Polonia                                                               | Amichevole                                                            | -                                                                     | 46’                                                                   |
| 23-2-2000                                                             | Spalato                                                               | Croazia                                                               | 0 – 0                                                                 | Spagna                                                                | Amichevole                                                            | -                                                                     | 82’                                                                   |
| 29-3-2000                                                             | Barcellona                                                            | Spagna                                                                | 2 – 0                                                                 | Italia                                                                | Amichevole                                                            | -                                                                     | 63’                                                                   |
| 3-6-2000                                                              | Göteborg                                                              | Svezia                                                                | 1 – 1                                                                 | Spagna                                                                | Amichevole                                                            | -                                                                     | 46’                                                                   |
| 7-6-2000                                                              | Lussemburgo                                                           | Lussemburgo                                                           | 0 – 1                                                                 | Spagna                                                                | Amichevole                                                            | -                                                                     | 60’                                                                   |
| 13-6-2000                                                             | Rotterdam                                                             | Spagna                                                                | 0 – 1                                                                 | Norvegia                                                              | Euro 2000 - 1º turno                                                  | -                                                                     | 39’ 71’                                                               |
| 18-6-2000                                                             | Amsterdam                                                             | Slovenia                                                              | 1 – 2                                                                 | Spagna                                                                | Euro 2000 - 1º turno                                                  | 1                                                                     |                                                                       |
| 21-6-2000                                                             | Bruges                                                                | Jugoslavia                                                            | 3 – 4                                                                 | Spagna                                                                | Euro 2000 - 1º turno                                                  | -                                                                     | 22’                                                                   |
| 25-6-2000                                                             | Bruges                                                                | Spagna                                                                | 1 – 2                                                                 | Francia                                                               | Euro 2000 - Quarti di finale                                          | -                                                                     | 73’                                                                   |
| 16-8-2000                                                             | Hannover                                                              | Germania                                                              | 4 – 1                                                                 | Spagna                                                                | Amichevole                                                            | -                                                                     | 63’                                                                   |
| 2-9-2000                                                              | Sarajevo                                                              | Bosnia ed Erzegovina                                                  | 1 – 2                                                                 | Spagna                                                                | Qual. Mondiali 2002                                                   | 1                                                                     | 58’                                                                   |
| 28-2-2001                                                             | Birmingham                                                            | Inghilterra                                                           | 3 – 0                                                                 | Spagna                                                                | Amichevole                                                            | -                                                                     | 81’                                                                   |
| 24-3-2001                                                             | Alicante                                                              | Spagna                                                                | 5 – 0                                                                 | Liechtenstein                                                         | Qual. Mondiali 2002                                                   | -                                                                     | 39’                                                                   |
| 28-3-2001                                                             | Valencia                                                              | Spagna                                                                | 2 – 1                                                                 | Francia                                                               | Amichevole                                                            | -                                                                     | 88’                                                                   |
| 5-9-2001                                                              | Vaduz                                                                 | Liechtenstein                                                         | 0 – 2                                                                 | Spagna                                                                | Qual. Mondiali 2002                                                   | -                                                                     |                                                                       |
| 20-11-2002                                                            | Granada                                                               | Spagna                                                                | 1 – 0                                                                 | Bulgaria                                                              | Amichevole                                                            | -                                                                     | 46’                                                                   |
| 12-2-2003                                                             | Las Palmas                                                            | Spagna                                                                | 3 – 1                                                                 | Germania                                                              | Amichevole                                                            | -                                                                     | 69’                                                                   |
| 29-3-2003                                                             | Kiev                                                                  | Ucraina                                                               | 2 – 2                                                                 | Spagna                                                                | Qual. Euro 2004                                                       | 1                                                                     |                                                                       |
| 2-4-2003                                                              | León                                                                  | Spagna                                                                | 3 – 0                                                                 | Armenia                                                               | Qual. Euro 2004                                                       | -                                                                     | 43’                                                                   |
| 7-6-2003                                                              | Saragozza                                                             | Spagna                                                                | 0 – 1                                                                 | Grecia                                                                | Qual. Euro 2004                                                       | -                                                                     | 47’ 59’                                                               |
| 11-6-2003                                                             | Belfast                                                               | Irlanda del Nord                                                      | 0 – 0                                                                 | Spagna                                                                | Qual. Euro 2004                                                       | -                                                                     | 79’                                                                   |
| 6-9-2003                                                              | Guimarães                                                             | Portogallo                                                            | 0 – 3                                                                 | Spagna                                                                | Amichevole                                                            | 1                                                                     | 46’                                                                   |
| 10-9-2003                                                             | Elche                                                                 | Spagna                                                                | 2 – 1                                                                 | Ucraina                                                               | Qual. Euro 2004                                                       | -                                                                     |                                                                       |
| 11-10-2003                                                            | Erevan                                                                | Armenia                                                               | 0 – 4                                                                 | Spagna                                                                | Qual. Euro 2004                                                       | -                                                                     |                                                                       |
| 15-11-2003                                                            | Valencia                                                              | Spagna                                                                | 2 – 1                                                                 | Norvegia                                                              | Qual. Euro 2004                                                       | -                                                                     | 76’                                                                   |
| 19-11-2003                                                            | Oslo                                                                  | Norvegia                                                              | 0 – 3                                                                 | Spagna                                                                | Qual. Euro 2004                                                       | 1                                                                     | 78’                                                                   |
| 18-2-2004                                                             | Barcellona                                                            | Spagna                                                                | 2 – 1                                                                 | Perù                                                                  | Amichevole                                                            | 1                                                                     | 46’                                                                   |
| 31-3-2004                                                             | Gijón                                                                 | Spagna                                                                | 2 – 0                                                                 | Danimarca                                                             | Amichevole                                                            | -                                                                     | cap.                                                                  |
| 28-4-2004                                                             | Genova                                                                | Italia                                                                | 1 – 1                                                                 | Spagna                                                                | Amichevole                                                            | -                                                                     |                                                                       |
| 5-6-2004                                                              | Getafe                                                                | Spagna                                                                | 4 – 0                                                                 | Andorra                                                               | Amichevole                                                            | -                                                                     | 46’                                                                   |
| 12-6-2004                                                             | Faro                                                                  | Spagna                                                                | 1 – 0                                                                 | Russia                                                                | Euro 2004 - 1º turno                                                  | -                                                                     |                                                                       |
| 16-6-2004                                                             | Porto                                                                 | Grecia                                                                | 1 – 1                                                                 | Spagna                                                                | Euro 2004 - 1º turno                                                  | -                                                                     | 46’                                                                   |
| Totale                                                                |                                                                       | Presenze                                                              | 53                                                                    |                                                                       | Reti                                                                  | 12                                                                    |                                                                       |

## Palmarès

### Giocatore

#### Individuale
- Scarpa d'oro del campionato del mondo Under-20: 1

Qatar 1995 (7 gol)